# Bataille d'Alger
Pour le film de 1966 de Gillo Pontecorvo, voir La Bataille d'Alger. Pour les autres significations, voir Expédition d'Alger.
Guerre d'Algérie
Batailles
- Toussaint rouge
- Opération Eckhmül
- Opération Aloès
- Opération Véronique (en)
- Opération Violette
- Massacres d'août 1955 dans le Constantinois
- Opération Timgad
- Bataille d'El Djorf
- Opération Oiseau bleu
- Embuscade de Palestro
- Bataille d'Alger
- Bataille de Bouzegza
- Bleuite
- Bataille de Timimoun
- Bataille des Frontières
- Combat du Fedj Zezoua
- Coup d'État du 13 mai 1958
- Opération Résurrection
- Opération Couronne
- Opération Brumaire
- Plan Challe
- Opération Jumelles
- Semaine des barricades
- Manifestations de décembre 1960
- Putsch des généraux

- Bataille de Bab El Oued
- Fusillade de la rue d'Isly
- Massacre d'Oran

La bataille d'Alger ou la grande répression d’Alger oppose en 1957 à Alger (département d'Alger ou zone autonome d'Alger), durant la guerre d'Algérie, la 10e division parachutiste de l'Armée française aux indépendantistes algériens du Front de libération nationale (FLN). À la suite des nombreux attentats perpétrés contre la population par le FLN, le pouvoir civil délègue alors tous pouvoirs au général Massu pour démanteler l'organisation du FLN et ainsi mettre fin aux attentats, de janvier à octobre 1957.
Dès 1956, la violence s'accentue en Algérie et à Alger en particulier, Robert Lacoste, ministre résident et gouverneur général de l'Algérie, utilise les pouvoirs spéciaux adoptés à l'Assemblée nationale en mars 1956. Il ordonne au général Jacques Massu, commandant de la 10e division parachutiste, de pacifier Alger. Le 8 janvier 1957, Massu entre dans la ville avec 8 000 hommes et proclame la loi martiale. Le FLN réplique par des attentats et une grève générale qui débute le 28 janvier. En réaction, l'armée divise la ville en secteurs et ceinture les quartiers musulmans. Elle exerce une sévère répression et procède à des arrestations massives, internant les détenus dans des centres où l'on recourt à la torture pour obtenir des informations. Cette stratégie permet effectivement de démanteler l'organisation de la Zone autonome d'Alger, forçant ses dirigeants à quitter Alger et entraînant l'arrestation de certains membres clés, Larbi Ben M'hidi et Yacef Saâdi, ainsi que l'élimination d'Ali la Pointe.
La bataille est remportée par l'Armée française qui a éradiqué les attentats et la guérilla urbaine du FLN, l'ordre est rétabli, mais elle suscite une crise morale car les méthodes utilisées ne sont pas acceptées par tous. Le 28 mars, le général Jacques Pâris de Bollardière, opposé à la torture, demande à être relevé de ses fonctions. Des intellectuels et fonctionnaires, de même que certains réservistes servant en Algérie, lui emboîtent le pas. Le 12 septembre 1957, Paul Teitgen, ancien résistant, catholique, secrétaire général de la police d'Alger, démissionne pour protester contre les méthodes du général Massu. En dépit de la censure, les Français découvrent les aspects moins connus de cet épisode de la guerre d'Algérie, tandis qu'en Algérie elle contribue à solidariser une partie de la population autochtone autour du FLN. Les Français d'Algérie, qui ont subi durant trois mois les attentats du FLN, n'oublient pas le général Massu qui a gagné la « bataille d'Alger », et le soutiennent lors de la crise de mai 1958, appelée également putsch d'Alger, lorsqu'il crée le Comité de salut public, puis une seconde fois lorsque, après avoir critiqué la politique algérienne du général de Gaulle, il est muté en métropole, ce qui provoque la semaine des barricades.
La « bataille d'Alger » est l'un des épisodes les plus sanglants de la guerre d'Algérie qui se termine en 1962 avec la proclamation de l'indépendance algérienne.

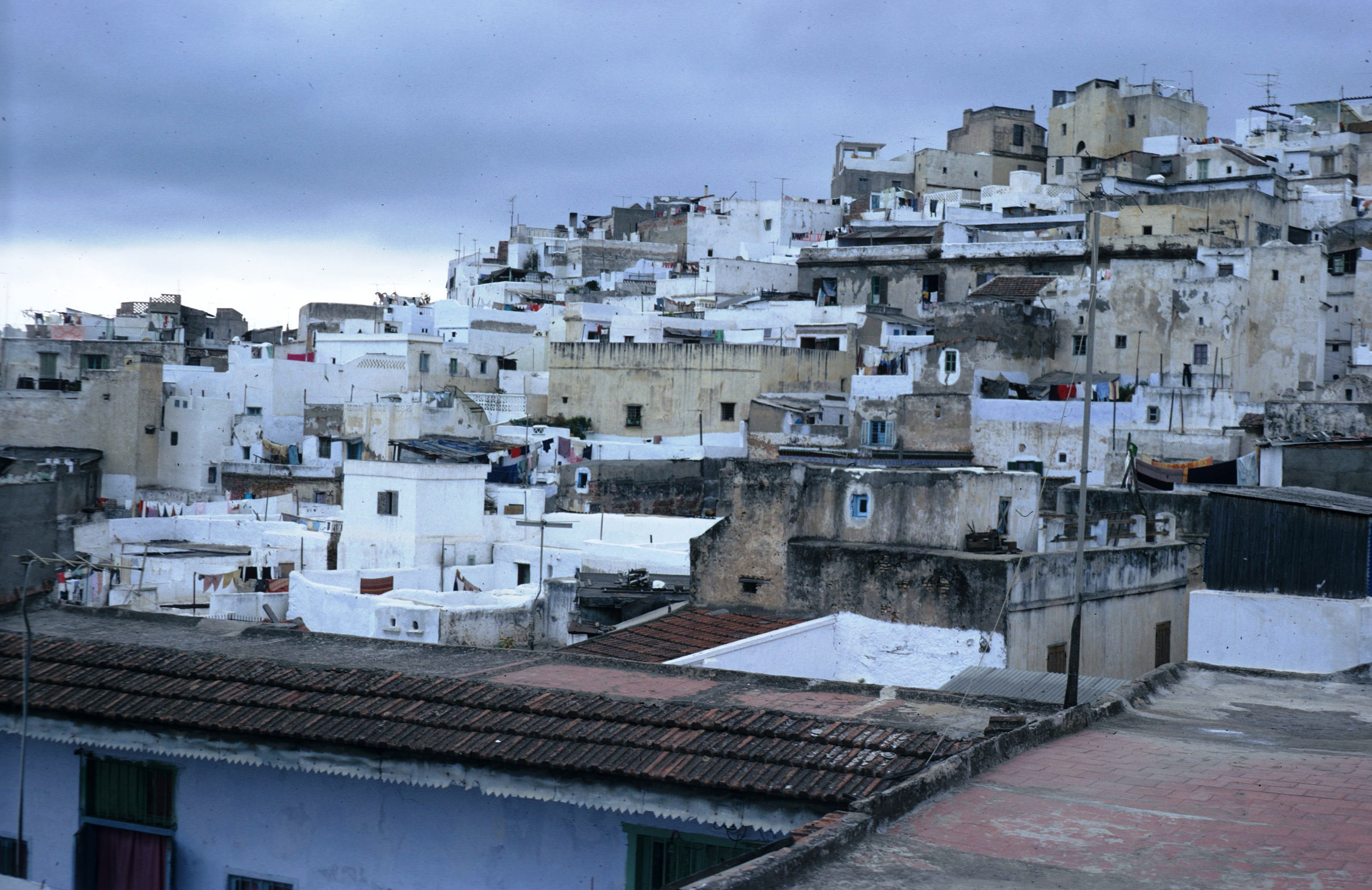
La Casbah d'Alger « le maquis urbain », l'endroit propice à la clandestinité totale des dirigeants du FLN est le siège de l'état-major de la Zone autonome d'Alger.

## Histoire

### L'utilisation de l'expression: «Bataille d'Alger»
Les instruments essentiels des affrontements de la bataille, ont été, d'un côté, les attentats, et, de l'autre, les arrestations, les interrogatoires et la torture. Pour ces raisons, certains historiens jugent préférable de parler d'une gigantesque opération de police, d'autres d'une bataille du renseignement, sans sous estimer la violence de cet épisode, qui a entraîné pour les populations urbaines des épreuves, physiques et psychologiques, peut-être moins profondes que celles des populations des campagnes. Le général Massu, dans son ouvrage La vraie bataille d'Alger, dit avoir emprunté l'expression « bataille d'Alger » à Yacef Saâdi, qui avait publié en 1962 ses Souvenirs de la bataille d'Alger. Celui-ci, en revanche, observe que le général l'avait déjà employée dans une lettre du 13 juin 1957 reproduite par celui-ci ci dans son livre. Mais on trouve déjà cette expression dans une directive de Robert Lacoste du 3 avril 1957, dans laquelle il se félicite de la victoire dans « la bataille d'Alger ». Selon Saadi, l'inventeur de la formule serait un journaliste de « Radio Alger », Jacques Le Prévost, qu'il décrit comme un « polémiste redoutable », attaché à présenter de manière « tendancieuse » la cause du FLN, et contre lequel, en guise d'avertissement, une bombe aurait été déposée dans les studios de la station le 14 janvier 1957. En choisissant un terme volontairement exagéré, les autorités françaises auraient voulu justifier leurs propres excès dans la répression. En tout cas, le terme s'est très vite imposé.

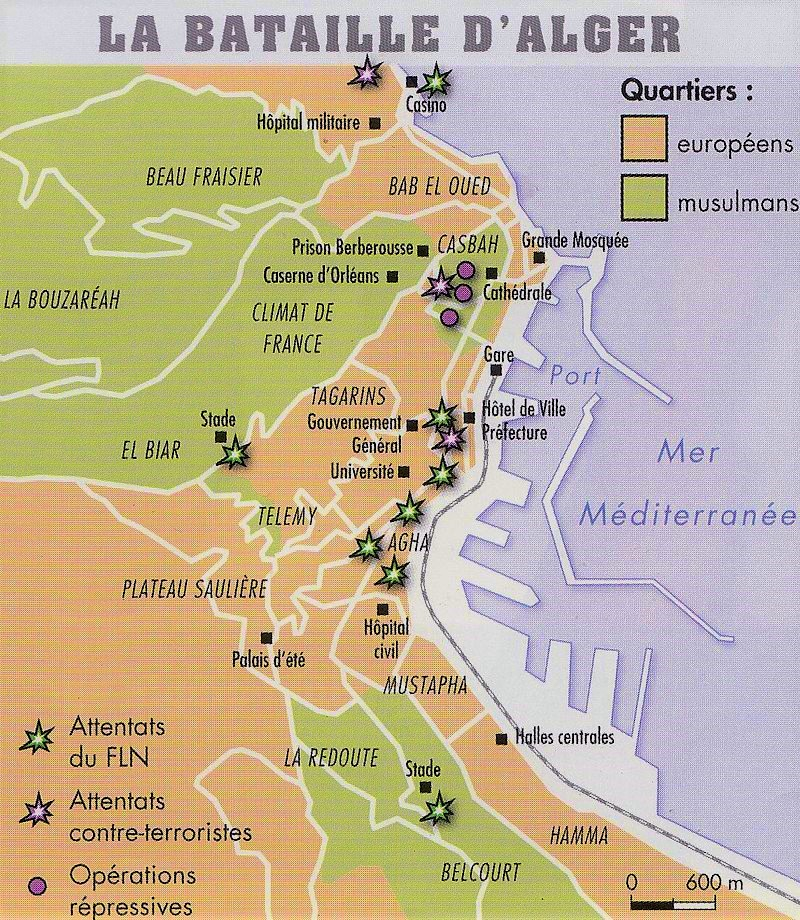
Alger : Principaux attentats du FLN, attentats contre-terroristes des ultras de l'Algérie française et opérations répressives par l'armée française avant et pendant la bataille d'Alger.

### Principaux chefs militaires

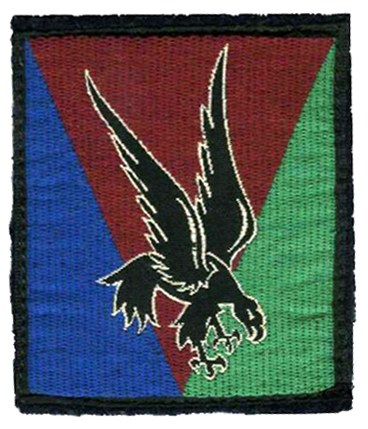
Insigne de la 10e Division parachutiste
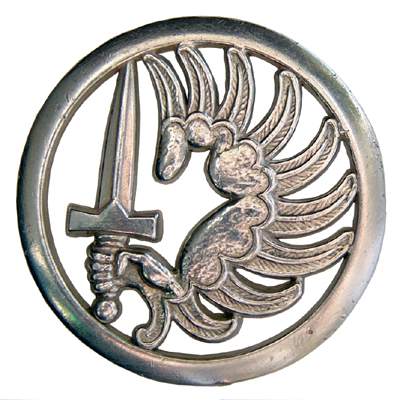
Insigne de béret parachutistes.
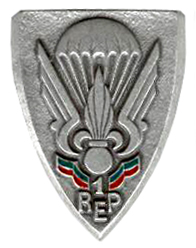
Insigne régimentaire du1er REP
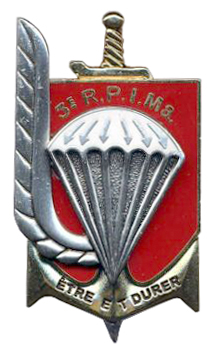
Insigne régimentaire du 3eRPC

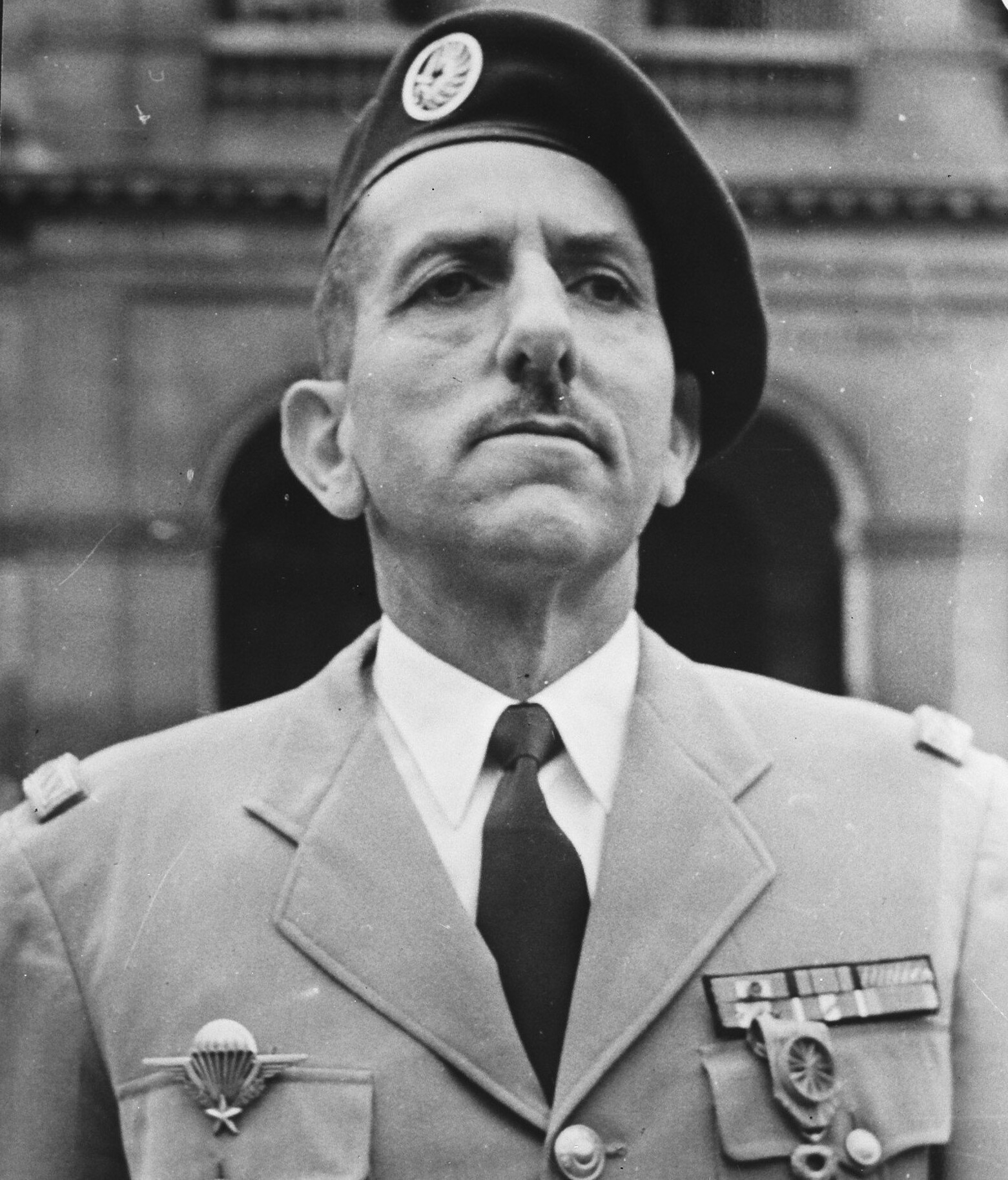
Général Jacques Massu
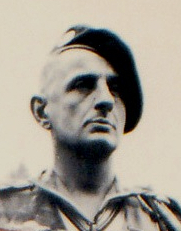
Marcel Bigeard
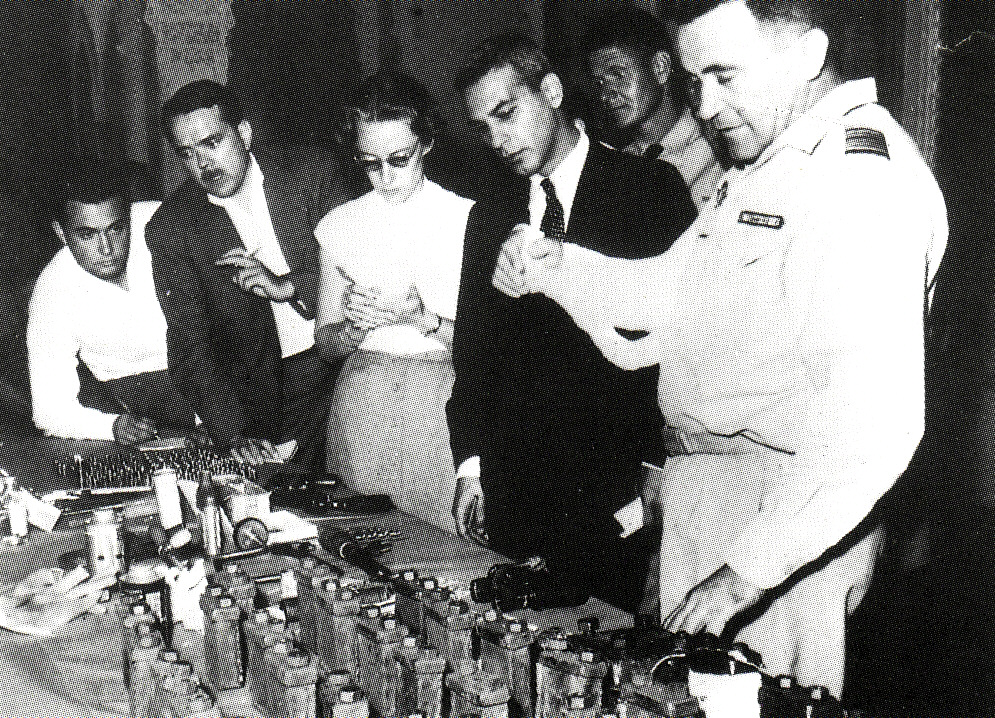
Au premier plan le colonel Yves Godard
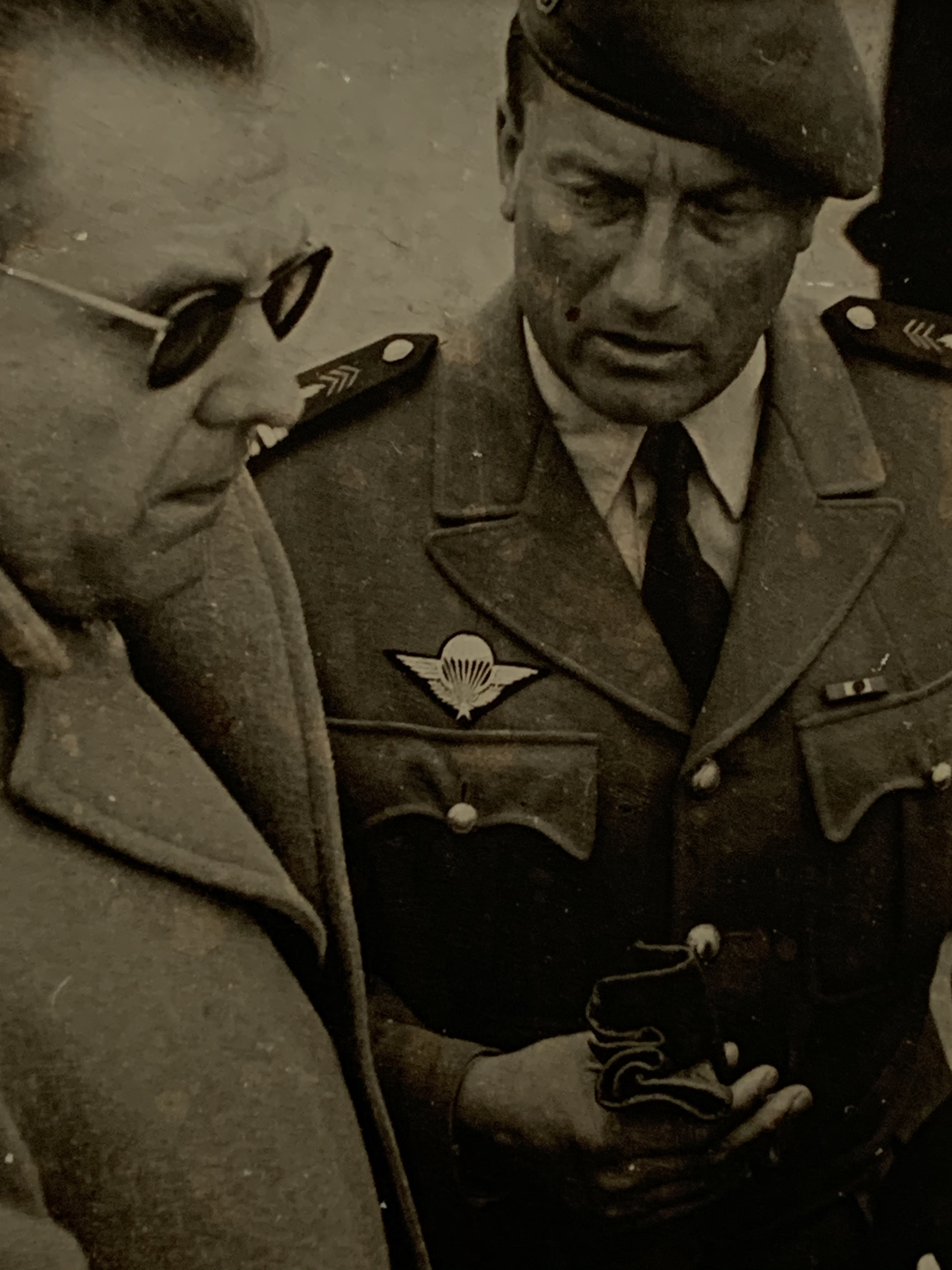
Pierre Paul Jeanpierre
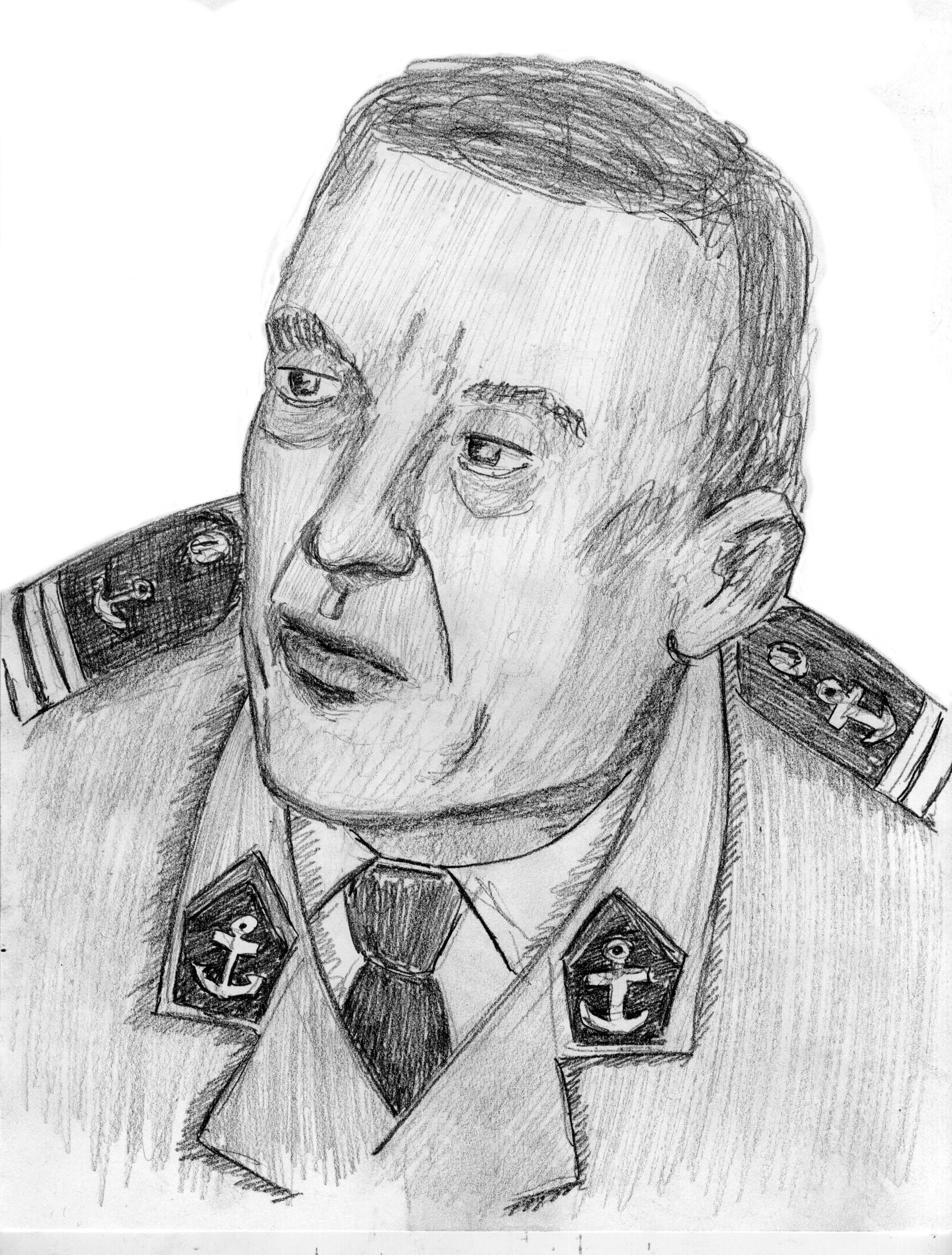
Roger Trinquier
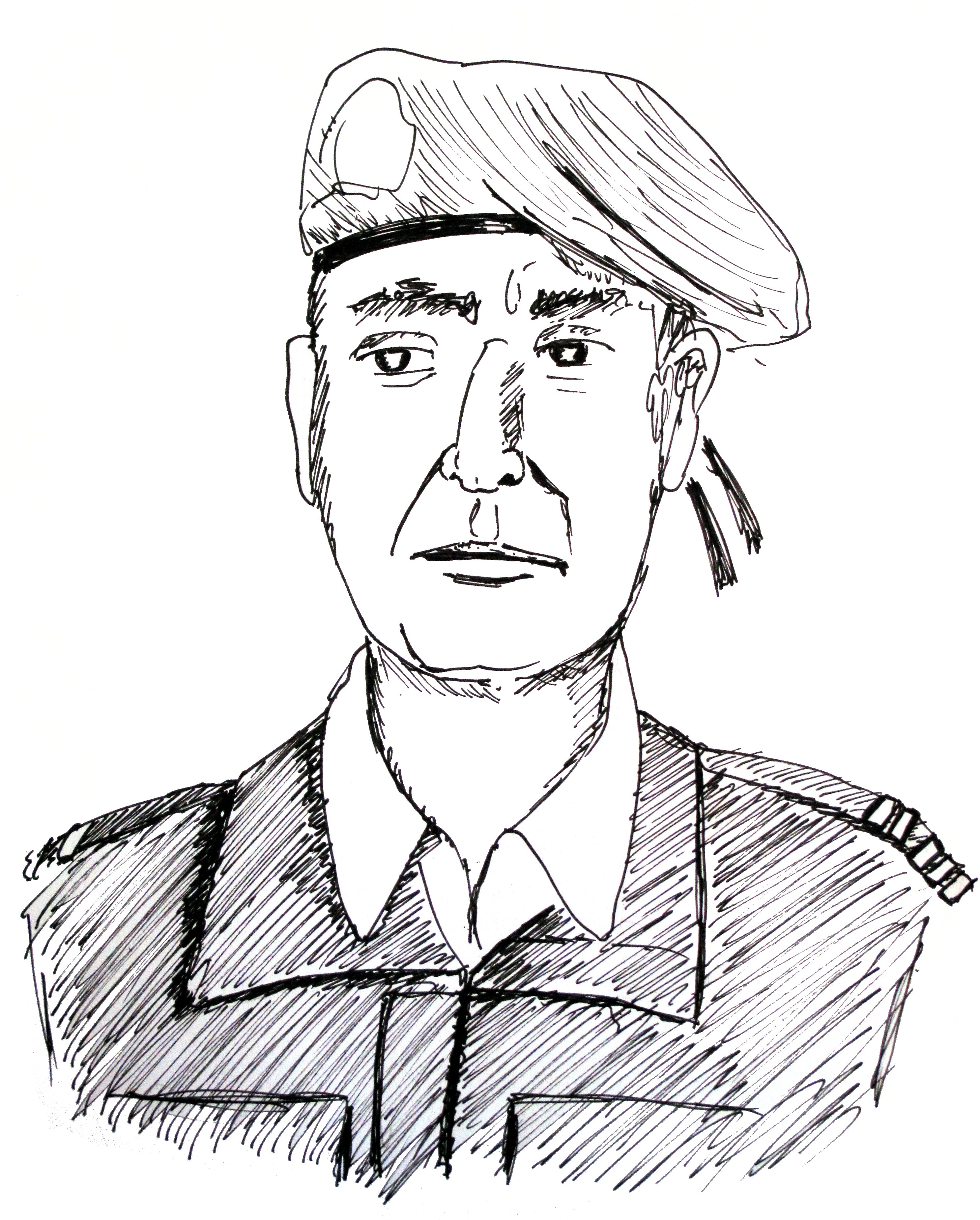
Paul Aussaresses

- Général Jacques Massu : commande la 10e division parachutiste et reçoit les pleins pouvoirs à Alger. Il dirige les opérations de la bataille d'Alger.
- Colonel Marcel Bigeard : son régiment, le 3e régiment de parachutistes coloniaux ou 3eRPC, participe à la bataille d'Alger au sein de la 10e Division Parachutiste
- Colonel Yves Godard : nommé par le général Massu comme chef d’état-major, chef du secteur « Alger sahel », qui lui délègue tous les pouvoirs de police. Il crée avec le capitaine Léger le Groupe de renseignement et d'exploitation. Il a dirigé la deuxième phase de la bataille d'Alger (juin-octobre).
- Colonel Roger Trinquier : dirige la première phase de la bataille d'Alger (janvier-juin) et crée le « Dispositif de protection urbaine » (DPU) chargé de contrôler la population
- Lieutenant-colonel Pierre Paul Jeanpierre : commande le 1er régiment étranger de parachutistes (1erREP) aux durs moments de la seconde phase de la bataille d'Alger, blessé par Yacef Saâdi au jour même de son arrestation dans la Casbah, le 24 septembre 1957
- Capitaine Paul-Alain Léger : adjoint du colonel Godard pendant la seconde phase de la bataille d'Alger (juin-octobre) et infiltre les réseaux de la Zone autonome d'Alger sous le procédé de la fameuse « Bleuite ».
- Commandant Paul Aussaresses : chargé de la liaison avec la police au PC du général Massu, il supervise l'action des OR des régiments de la 10e DP de janvier à juin.
- Général Jacques Pâris de Bollardière : commande un secteur à Mitidja et, en désaccord avec Massu, demande sa relève en mars 1957

### Principaux chefs du Front de Libération Nationale (FLN)

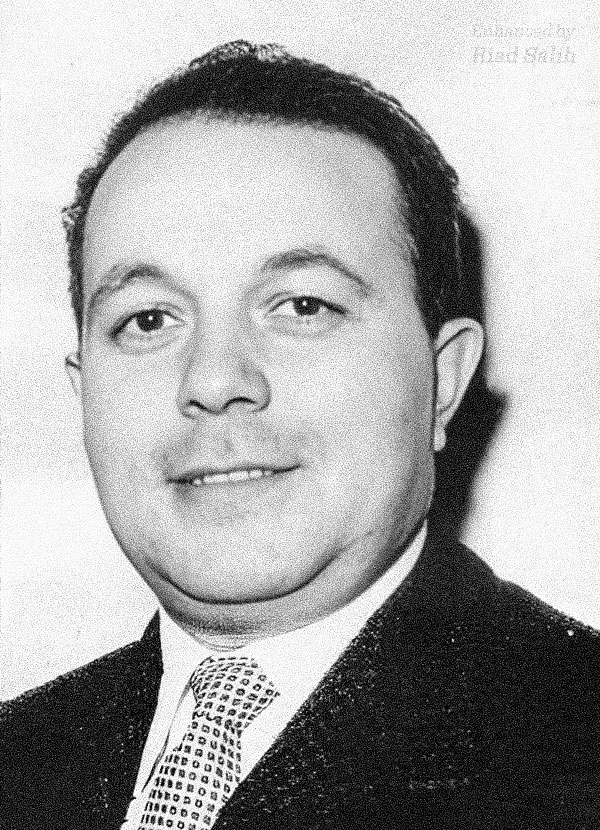
Abane Ramdane
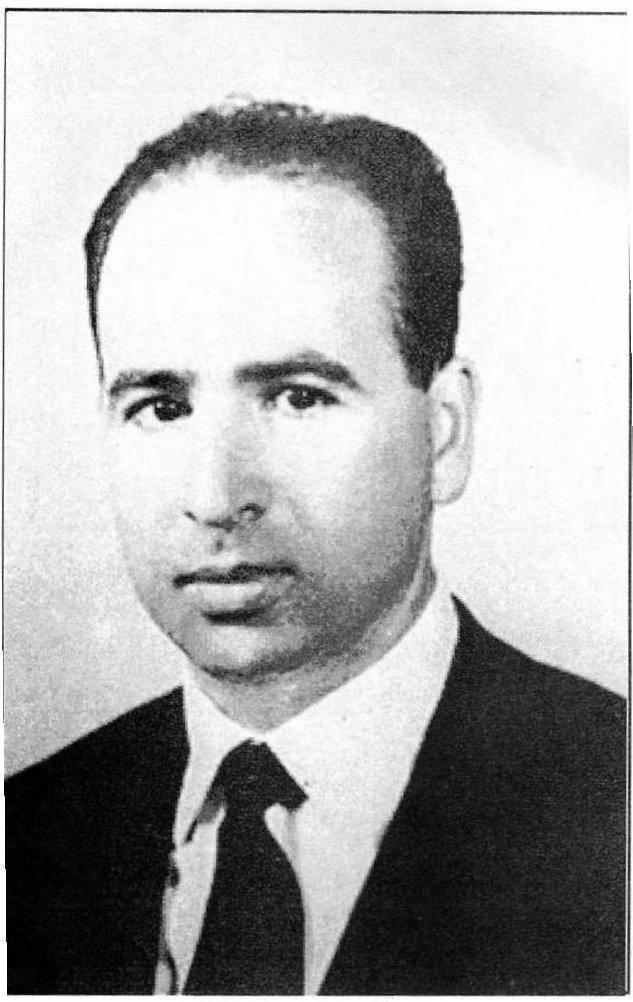
Krim Belkacem
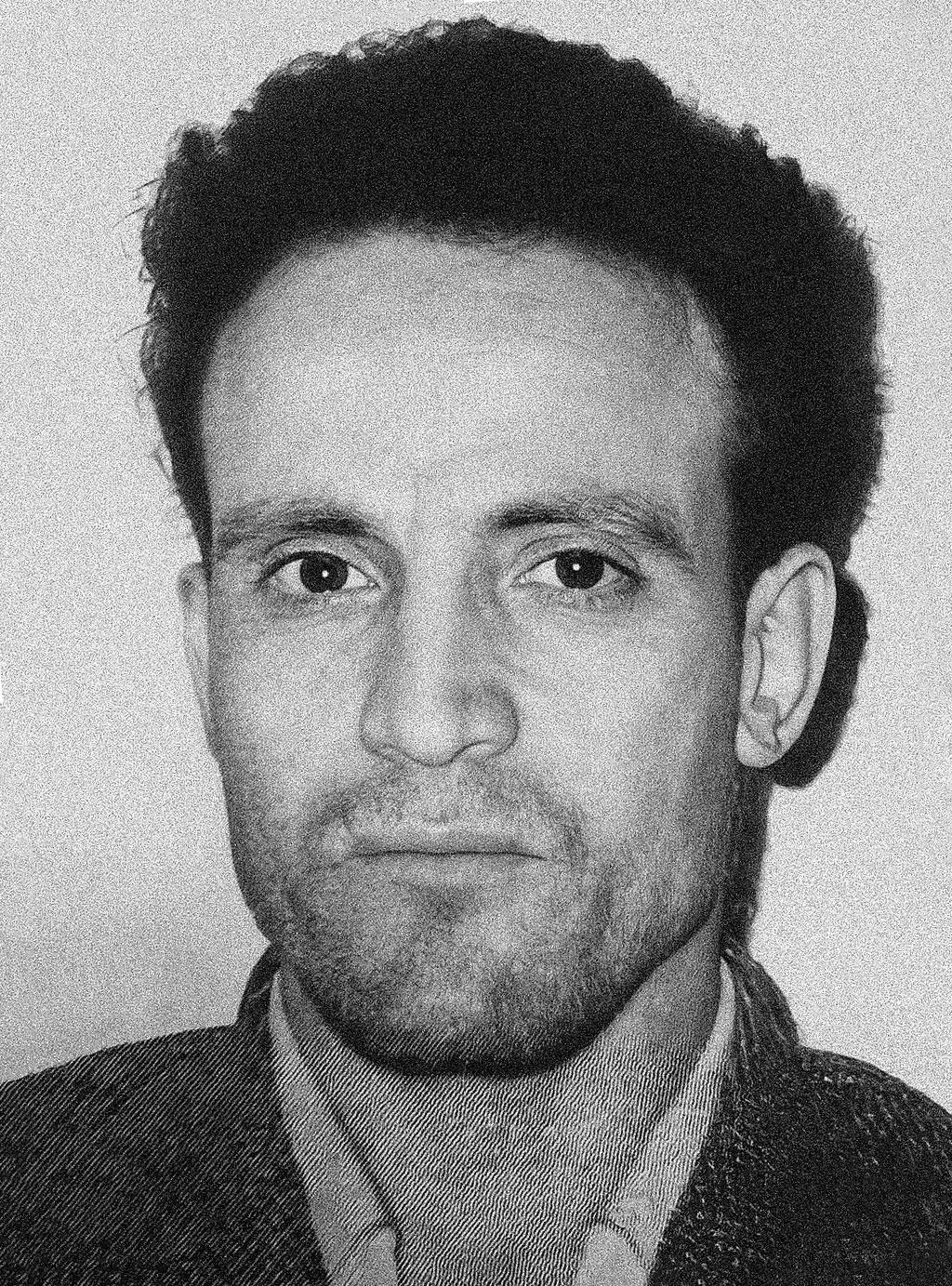
Larbi Ben M'hidi
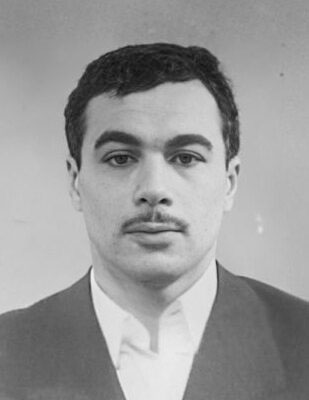
Yacef Saâdi
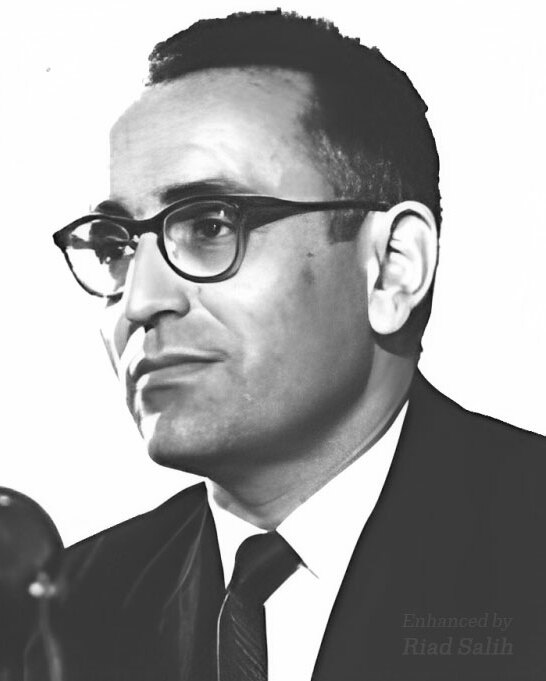
Benyoucef Benkhedda
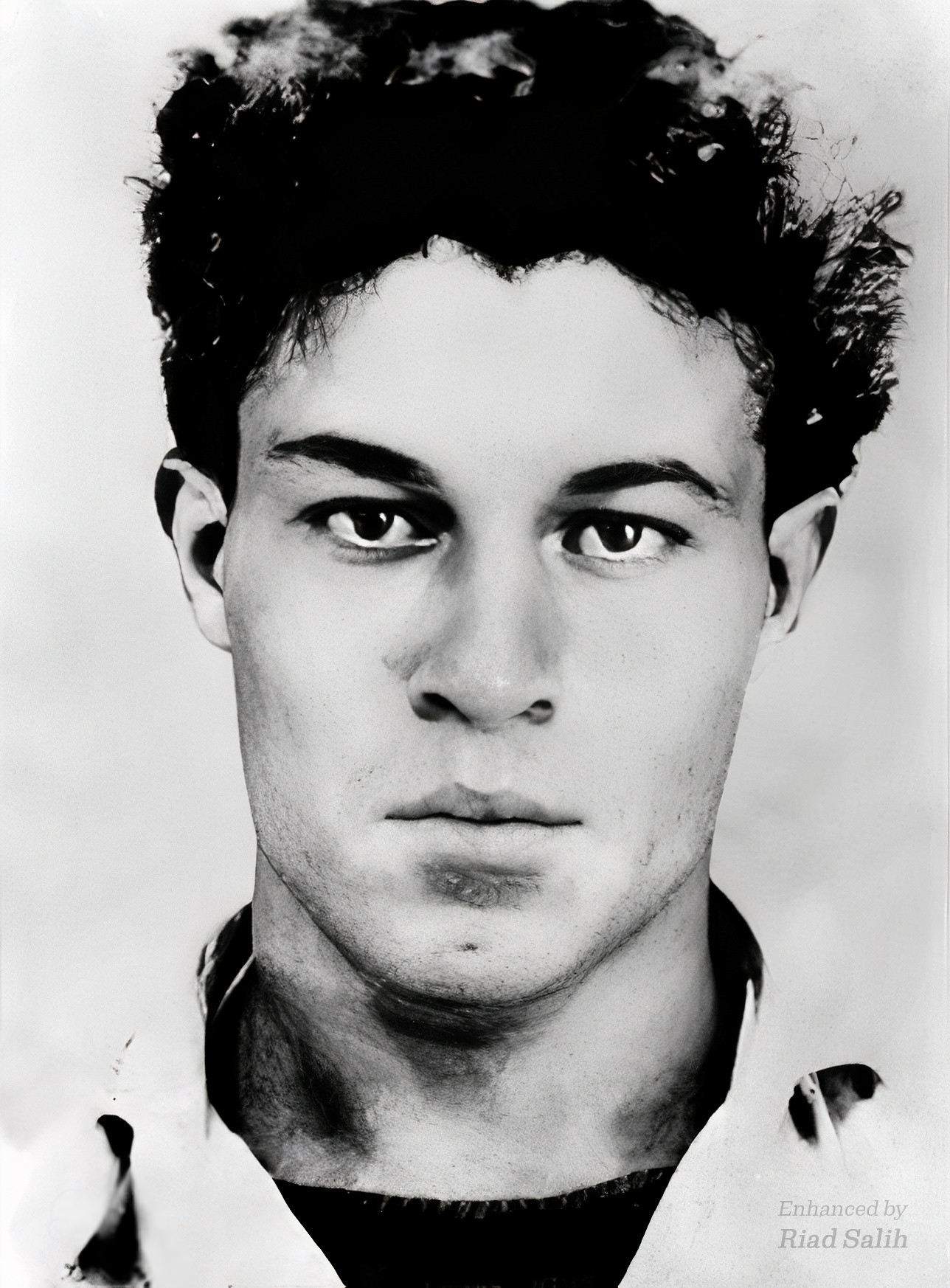
Ali la Pointe adjoint de Yacef Saâdi

- Abane Ramdane : responsable politique et financier et membre du CCE durant la première phase de la bataille d'Alger
- Krim Belkacem : responsable des liaisons, chef d'état-major, stratège de la lutte armée et membre du CCE durant la première phase de la bataille d'Alger
- Larbi Ben M'hidi, alias Si Hakim : responsable de l'action armée à Alger et membre du CCE
- Benyoucef Benkhedda, responsable politique et membre du CCE durant la première phase de la bataille d'Alger
- Yacef Saâdi, alias Si Djaâfar, Réda Lee : adjoint de Ben M'Hidi, responsable du réseau bombes, chef de la Zone autonome d'Alger et figure emblématique de la seconde phase de la bataille d'Alger.
- Ali la Pointe : adjoint de Yacef Saâdi
- Chérif Debih : dit Si Mourad, commissaire politique de la Zone autonome d'Alger et responsable du « réseau bombes » sous le commandement de Yacef Saadi. Il sera tué avec son compagnon Ramel au cours d'une véritable bataille rangée avec les parachutistes dans la Casbah, en septembre 1957.
- Arezki Haffaf  alias Houd : responsable liaison renseignement de la Zone autonome d'Alger.

#### Filles du «réseau bombes» recrutées par le Front de Libération Nationale (FLN)

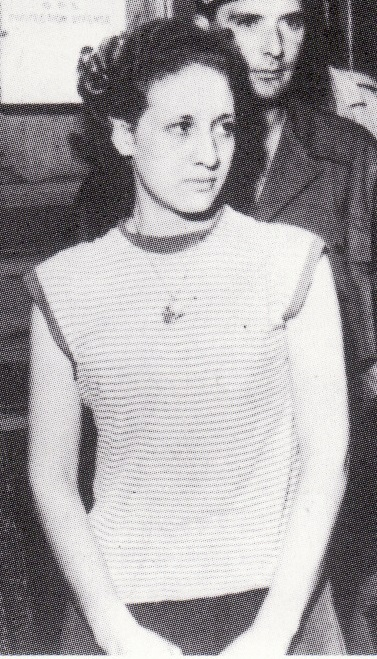
Zohra Drif
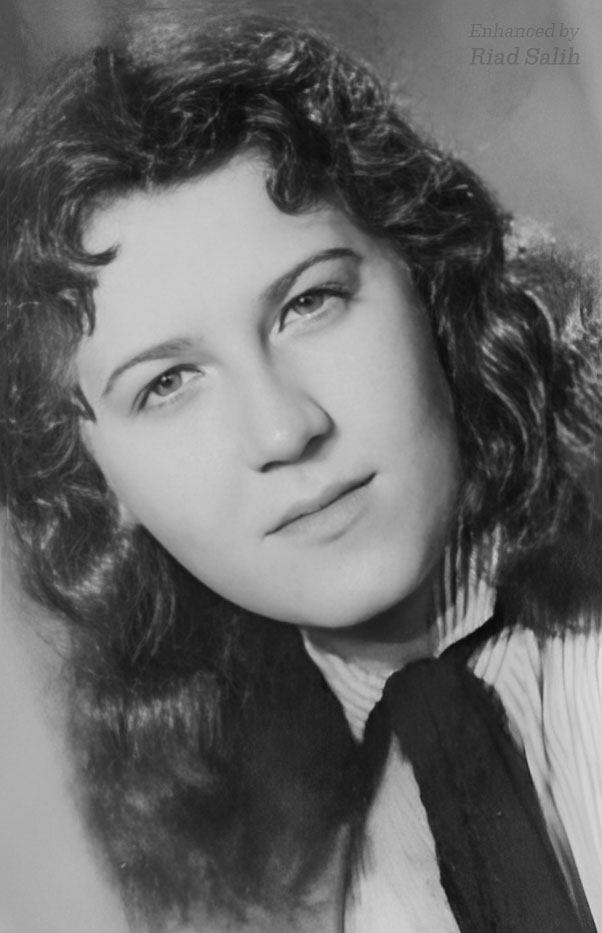
Hassiba Ben Bouali
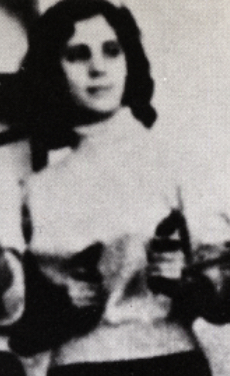
Djamila Bouhired
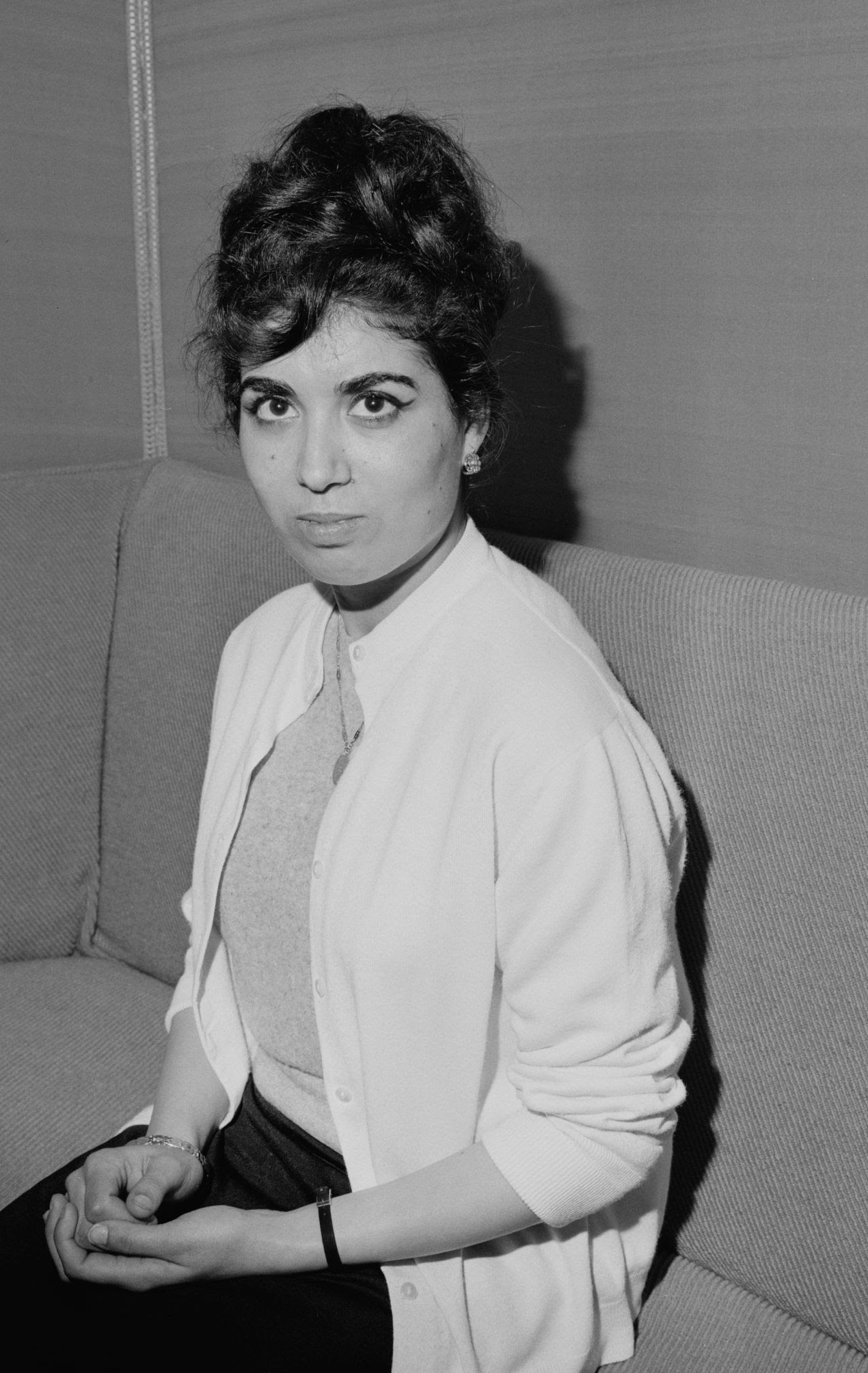
Djamila Boupacha
Djamila Amrane-Minne
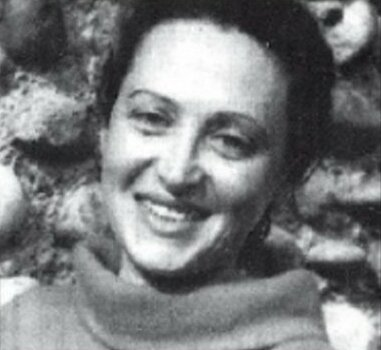
Jacqueline Guerroudj
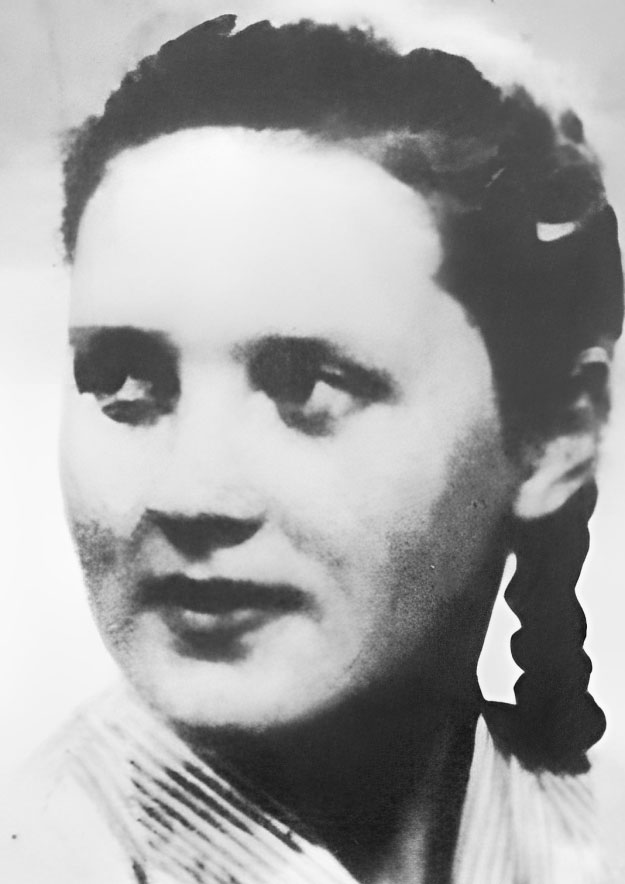
Raymonde Peschard

### Contexte

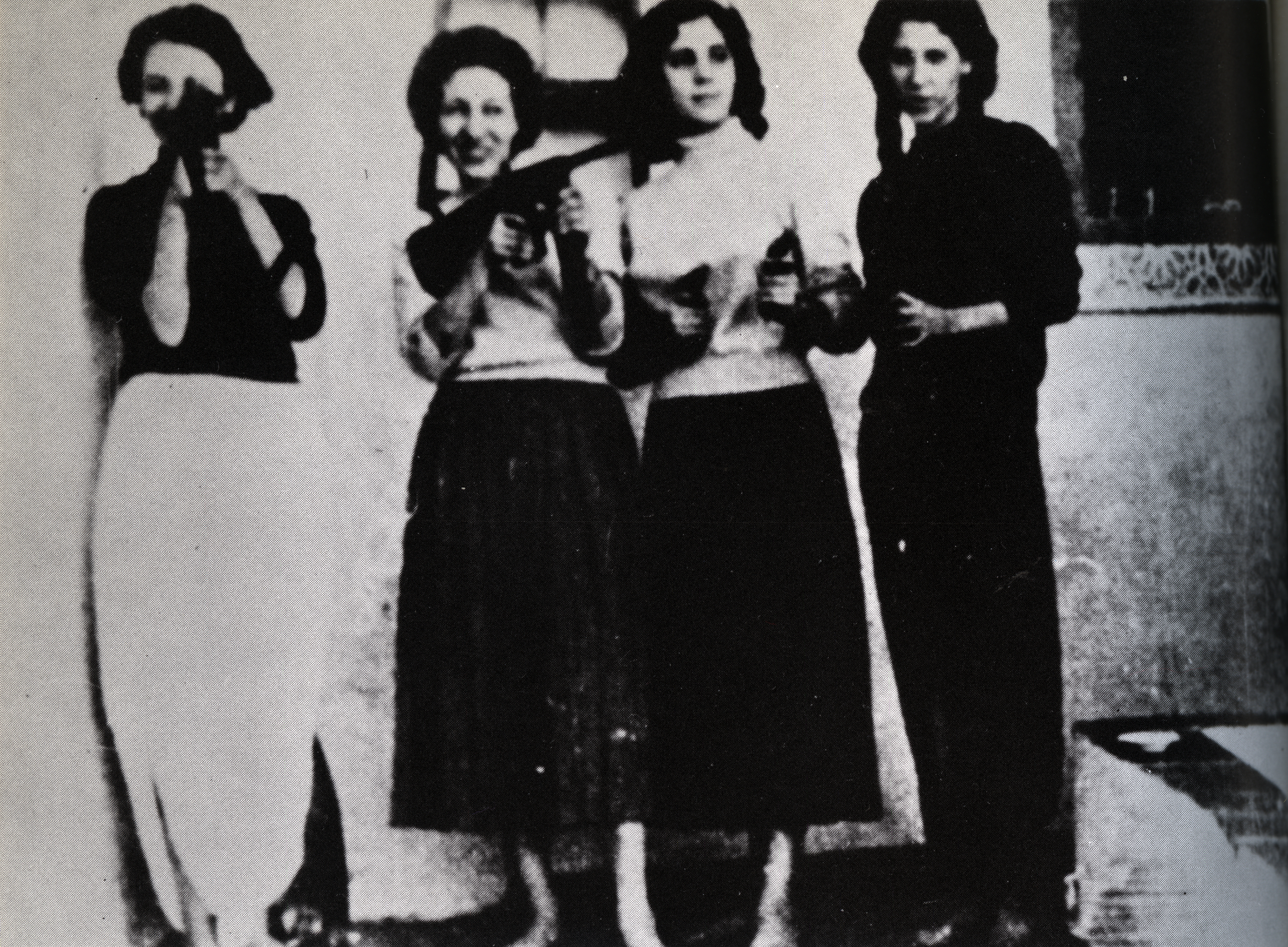
Filles du « réseau bombe » de Yacef Saâdi, de gauche à droite : Samia Lakhdari, Zohra Drif, Djamila Bouhired et Hassiba Ben Bouali

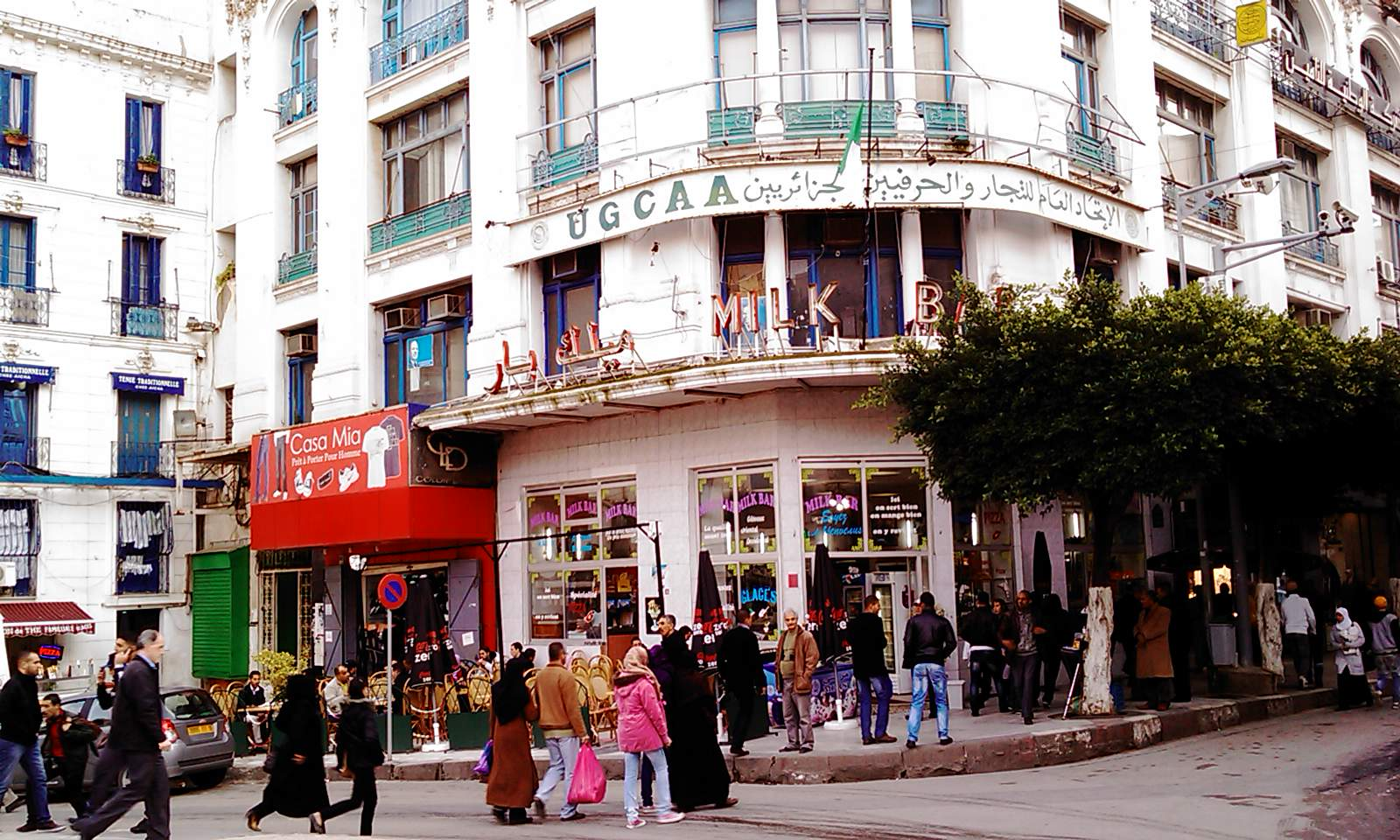
Le Milk-Bar à Alger en 2011, où s'est produit le spectaculaire attentat du 30 septembre 1956, bilan : 4 morts et 55 blessés, perpétré par la poseuse des bombes Zohra Drif du réseau bombes de Yacef Saâdi. Au moment de la prise photo, le cabinet de Zohra Drif, devenue avocate, se trouve au dessus du Milk Bar.

En mars 1955, Rabah Bitat, le chef du FLN à Alger, ville qui compte 585 000 habitants, est arrêté et c'est Abane Ramdane, récemment libéré de prison, parachuté de Kabylie, qui prend en charge la direction politique d'Alger. Ramdane parvient en peu de temps à rassembler et à réimplanter le FLN dans la ville en créant la Zone autonome d'Alger (ZAA). Abane, d'après son biographe Khalfa Mameri, souhaite mettre en place une stratégie d’« accélération voulue de la répression», pour unifier le peuple algérien autour du FLN. Après l'exécution de deux condamnés à mort le 19 mars 1956, il fait diffuser un tract menaçant : « Pour chaque maquisard guillotiné, cent Français seront abattus sans distinction ». Et du 20 au 22 juin, 49 personnes sont tuées ou blessées dans les rues lors de 72 attentats.
En 1956, alors que la « question algérienne » doit être débattue à l'ONU, Abane Ramdane et Larbi Ben M'Hidi, décident à l'issue du congrès de la Soummam, pour donner au conflit une plus large audience, d'intensifier et de concentrer les opérations sur Alger.
Dans le même temps, des négociations secrètes se déroulent à Belgrade et à Rome durant l’été 1956. Un attentat est commis à Bab El Oued, quartier européen d'Alger, le 19 juillet 1956, par le commando FLN de Boudhries qui avait mitraillé des civils faisant un mort et trois blessés. En représailles, les plus radicaux des militants de l'Algérie française s'organisent en groupuscules paramilitaires, sous la direction d'André Achiary, ex-officier du SDECE qui fut sous-préfet dans le Constantinois au moment du massacre de Sétif (1945). Avec des membres de l'Organisation de la résistance de l'Algérie française, créée par Robert Martel, Achiary monte l'attentat de la rue de Thèbes, dans la Casbah d'Alger, dans la nuit du 10 août 1956, qui fait 16 morts et 57 blessés, et marque un tournant dans la guerre d'Algérie. Patrick Rotman souligne ainsi, dans L'Ennemi intime (2002), qu'« à Alger, le contre-terrorisme a précédé le terrorisme », mais la guerre d'Algérie a commencé depuis plus de 2 ans. L'historien Guy Pervillé note que cette interprétation oublie que les attentats contre-terroristes de l'été répondaient à la vague d'attentats commencée fin juin 1956. Yacef Saâdi, qui était alors le chef militaire FLN de la Zone autonome d'Alger, déclarera ensuite à la journaliste Marie-Monique Robin :
« Jusqu'au massacre de la rue de Thèbes, nous ne faisions des attentats à Alger qu'en réponse à des arrestations massives ou à des exécutions. Mais là, nous n'avions plus le choix : fous de rage, les habitants de la Casbah ont commencé à marcher sur la ville européenne pour venger leurs morts. J'ai eu beaucoup de mal à les arrêter, en les haranguant depuis les terrasses, pour éviter un bain de sang. Je leur ai promis que le FLN les vengerait. »
Les négociations de paix sont rompues, et le gouvernement de Guy Mollet (SFIO) met alors un terme à la politique des négociations. Larbi Ben M'hidi décide d'étendre les actions terroristes à la ville européenne, afin d'atteindre les couches urbaines, en particulier la bourgeoisie arabe, et de faire d'Alger une caisse de résonance pour toucher l'opinion publique métropolitaine et internationale. Après l'envoi à la guillotine de responsables FLN, ce dernier donne comme instructions : « Descendez n'importe quel Européen de dix-huit à cinquante-quatre ans. Pas de femmes, pas d'enfants, pas de vieux. »

### Attentats
Yacef Saadi crée le Réseau bombes, et ce sont des femmes qui sont chargées de les poser. Annie Steiner, française d'Algérie en fait partie. Arrêtée le 15 octobre 1956, elle est condamnée à 5 ans de réclusion criminelle, mais libérée en 1961, elle opte à l'indépendance pour la nationalité algérienne.
Le 30 septembre 1956, deux bombes explosent au Milk Bar place Bugeaud (géré par Emile Bakouche) et une troisième à la Cafétéria rue Michelet, faisant 4 morts et 52 blessés (dont Danielle Michel-Chich): « la bataille d'Alger a commencé, et avec elle s'envolent les derniers espoirs d'un règlement politique, dont ne veulent d'ailleurs ni les pieds-noirs ni l'armée » (Robin, 2004).
Les chefs de la délégation extérieure du FLN, Hocine Aït Ahmed, Ahmed Ben Bella, Mohamed Boudiaf, Mohamed Khider et Mostefa Lacheraf, sont arrêtés le 22 octobre 1956, à l'occasion du détournement vers Alger du DC-3 F-OABV, qui conduisait de Rabat à Tunis la délégation, afin d'assister à une conférence réunissant les chefs historiques du FLN, le sultan du Maroc et le président Habib Bourguiba pour tenter d'élaborer une solution négociée au conflit. En décembre, après l'échec de l'expédition de Suez, cruellement ressentie par l'armée, le général Raoul Salan, adepte de la théorie de la guerre contre-révolutionnaire, est nommé commandant en chef de l'armée en Algérie. Ancien président de l'Association des combattants de l'Union française (ACUF), Salan s'entoure de vétérans de la guerre d'Indochine, dont les généraux Dulac, Goussault, Allard ou le lieutenant-colonel Trinquier, qui écrit La Guerre moderne (1961).

### Massu reçoit les pleins pouvoirs
Le 4 janvier 1957, le président du Conseil Guy Mollet décide de confier au général Massu les pleins pouvoirs civils et militaires, lors d'une réunion à Matignon où sont présents le Gouverneur général d'Algérie (fonction renommée « Résident Général ») Robert Lacoste, le ministre des Affaires étrangères Christian Pineau, le ministre des Finances Paul Ramadier, le ministre de la Défense Maurice Bourgès-Maunoury, fervent adepte de la doctrine de la « guerre contre-révolutionnaire » du colonel Lacheroy, et deux de ses secrétaires d'État Max Lejeune (Terre) et Louis Laforêt (Air). François Mitterrand, garde des sceaux, est chargé par le Conseil des ministres de défendre à l'Assemblée nationale le projet de loi accordant des pouvoirs spéciaux à l'Armée.
Le général Massu contrôle alors les pouvoirs de police, régnant non seulement sur sa division, la 10e DP (Division parachutiste, 4 régiments), mais aussi sur la police urbaine et judiciaire, la DST, le Groupe de renseignements et d'exploitation (GRE), le SDECE (service de contre-espionnage) et son bras armé, le 11e Choc (3 200 parachutistes), le 9e régiment de zouaves implanté dans la Casbah, 350 cavaliers du 5e régiment de chasseurs d'Afrique, 400 hommes du 25e régiment de dragons, 650 hommes des deux détachements d'intervention et de reconnaissance, et 1 100 policiers, 55 gendarmes, 920 CRS, et quelque 1 500 hommes des unités territoriales (UT), composées pour l'essentiel de pieds-noirs ultras et dirigées par le colonel Jean-Robert Thomazo.
Le préfet Serge Barret signe le 7 janvier 1957, sur ordre du ministre résident Lacoste, une délégation de pouvoir au général Massu, disposant que « sur le territoire du département d'Alger, la responsabilité du maintien de l'ordre passe, à dater de la publication du présent arrêté, à l'autorité militaire qui exercera les pouvoirs de police normalement impartis à l'autorité civile ». Massu est chargé par cet arrêté :

« d'instituer des zones où le séjour est réglementé ou interdit ; d'assigner à résidence, surveillée ou non, toute personne dont l'activité se révèle dangereuse pour la sécurité ou l'ordre public ; de réglementer les réunions publiques, salles de spectacle, débits de boissons ; de prescrire la déclaration, ordonner la remise et procéder à la recherche et à l'enlèvement des armes, munitions et explosifs ; d'ordonner et autoriser des perquisitions à domicile de jour et de nuit ; de fixer des prestations à imposer, à titre de réparation des dommages causés aux biens publics ou privés, à ceux qui auront apporté une aide quelconque à la rébellion »

L'Armée est investie des pouvoirs de police et chargée des missions normalement imparties à celle-ci, à la différence près qu'elles peuvent désormais être exercées en dehors de tout cadre judiciaire. Le général Jacques Pâris de Bollardière, qui refuse par la suite ces méthodes et sera mis aux arrêts 60 jours, déclare : « L'armée, petit à petit, a conquis les uns après les autres tous les instruments de pouvoir, y compris judiciaire, et est devenu un État dans l'État. ». L'historien Pierre Vidal-Naquet renchérit, en affirmant que le 7 janvier 1957 marque « la capitulation du pouvoir civil devant le pouvoir militaire, de la République devant les généraux ».

## Déroulement

### Déclenchement
Le 7 janvier 1957, 8 000 hommes de la 10e DP de retour d’Égypte, où aux côtés des Britanniques ils ont vaincu l'armée égyptienne du colonel Nasser - allié du FLN - durant la campagne de Suez, entrent dans Alger avec pour mission de « pacifier » la ville en proie aux attentats terroristes. La division est commandée par le général Jacques Massu, à qui Robert Lacoste vient de donner les pleins pouvoirs, assisté des colonels Marcel Bigeard, Roger Trinquier, Fossey-François Yves Godard et Paul-Alain Léger.
À l'arrivée des parachutistes, le FLN réplique par une vague d'attentats meurtriers. Notamment le 26 janvier, où des bombes qui explosent dans trois cafés de la ville font 5 morts et 34 blessés. Le FLN lance ensuite un mot d’ordre de grève générale pour le 28 janvier, en ces termes « si vous n'interrompez pas votre travail pendant toute la durée demandée, l'Armée de Libération Nationale se verra dans l'obligation de vous éliminer impitoyablement et là où vous serez ». Les parachutistes brisent la grève en quelques jours, ouvrant les magasins de force, allant chercher à domicile avec des camions les travailleurs et les fonctionnaires absents au travail[réf. nécessaire].
L'unité du général Aussaresses, dénommée escadron de la mort, a arrêté, selon ses propres dires, 24 000 personnes pendant les six mois de la « bataille d'Alger », dont 3 000 ont disparu,.
Durant le printemps 1957, ce sont en moyenne 800 attentats (fusillades ou explosions) par mois qui sont perpétrés dans la capitale[citation nécessaire]. Une directive du CCE (Comité de coordination et d'exécution) du FLN à Tunis affirme : « Une bombe causant la mort de dix personnes et en blessant cinquante autres équivaut, sur le plan psychologique, à la perte d'un bataillon français ».

### Perquisition dans la Casbah d'Alger

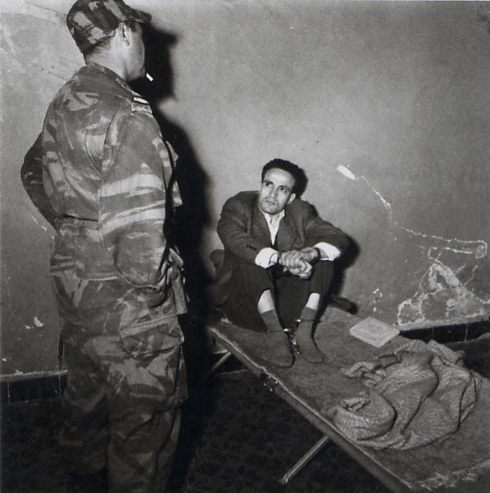
Larbi Ben M'hidi, après son arrestation par les paras le 23 février 1957.
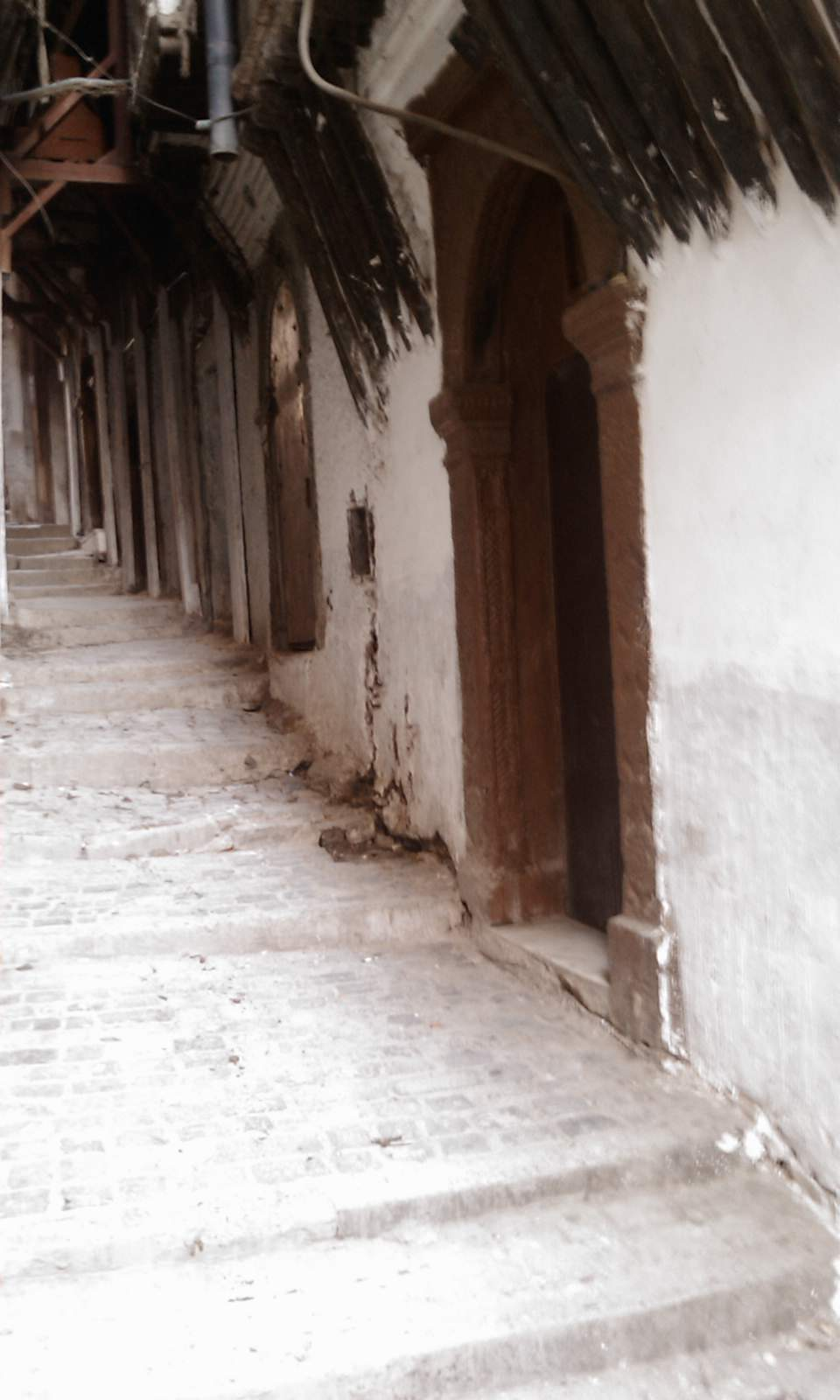
Au premier plan, la maison où fut arrêté Yacef Saâdi par les paras du 1er REP, située au 3, rue Caton
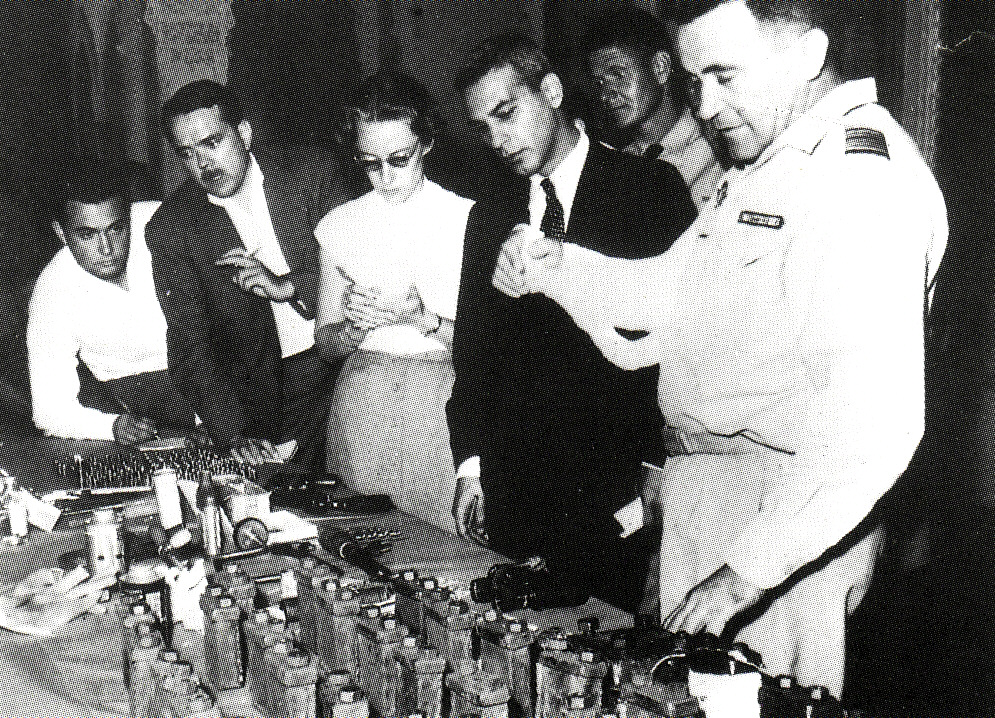
Démantèlement du « réseau bombes » de Yacef Saadi, le colonel Godard présente à la presse 33 bombes récupérées lors d'une fouille dans la Casbah d'Alger.
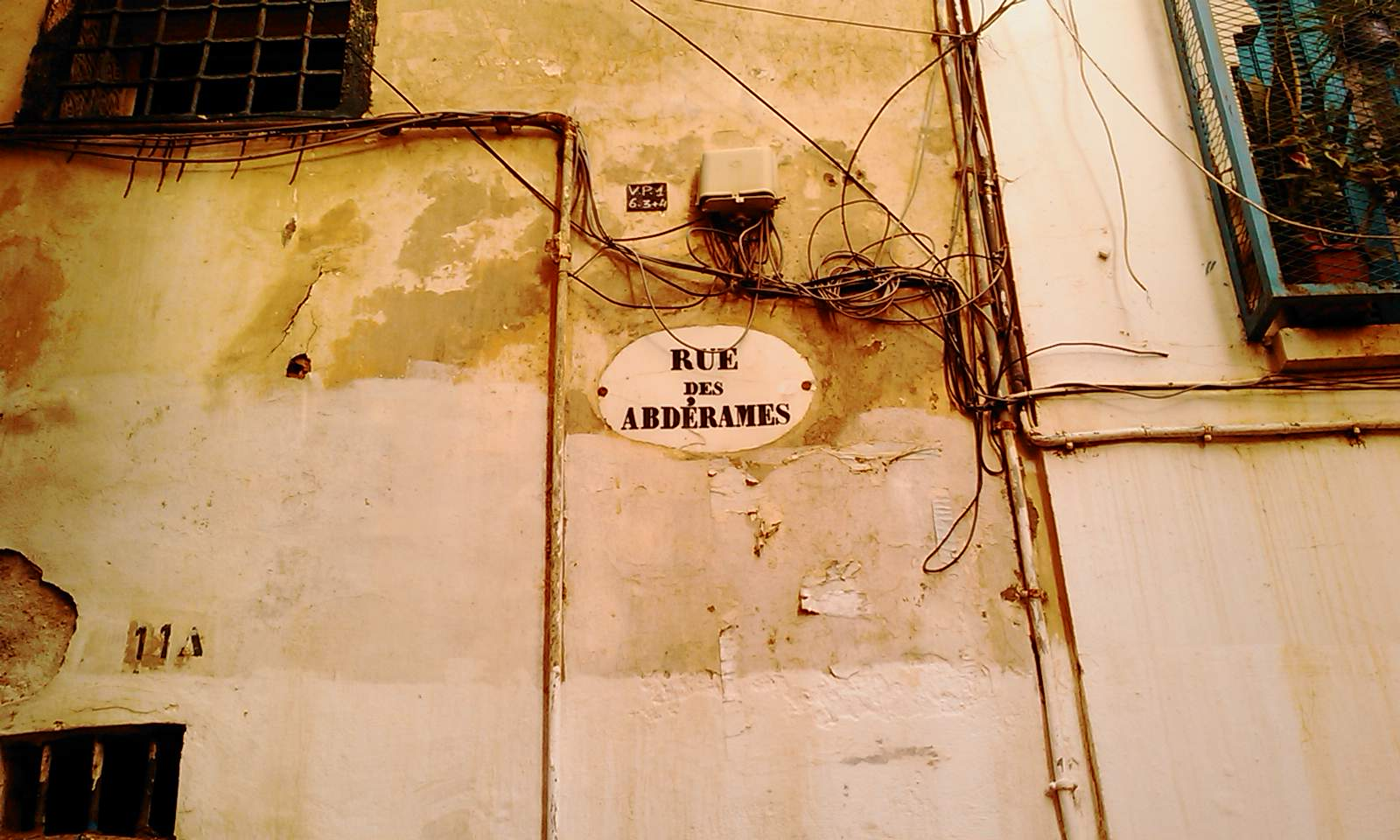
Casbah d'Alger : le célèbre nom de la rue, rue des Abdérames où se trouve la cache d'Ali la Pointe
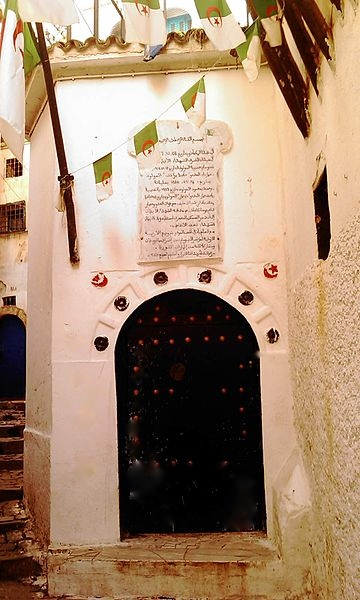
Casbah d'Alger : la porte d'entrée qui amène à l'endroit où se cachait Ali la Pointe, située au 5, rue des Abdérames.

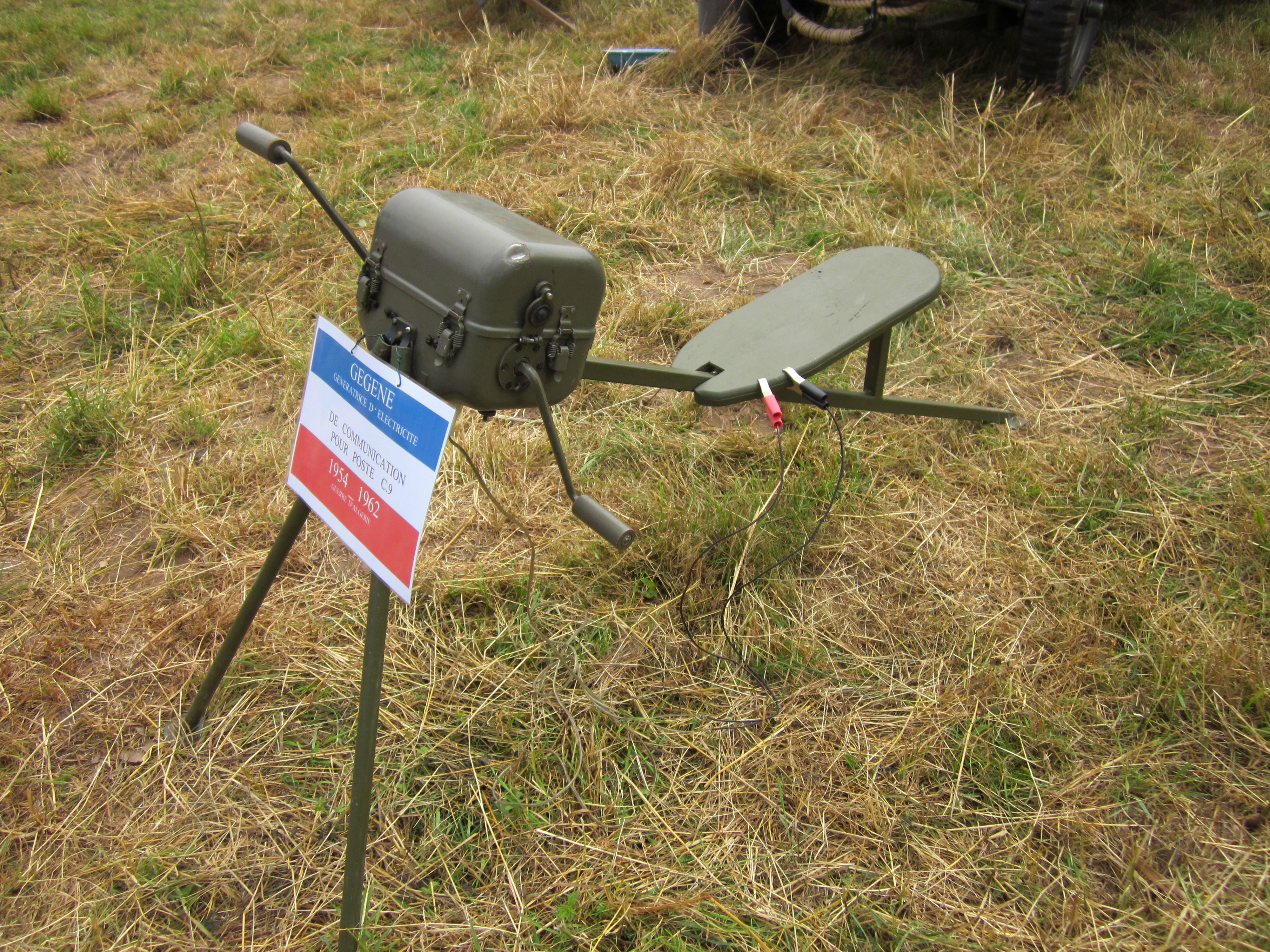
Générateur électrique ou la fameuse « Gégène », utilisée comme outil de torture par divers éléments de l'armée française

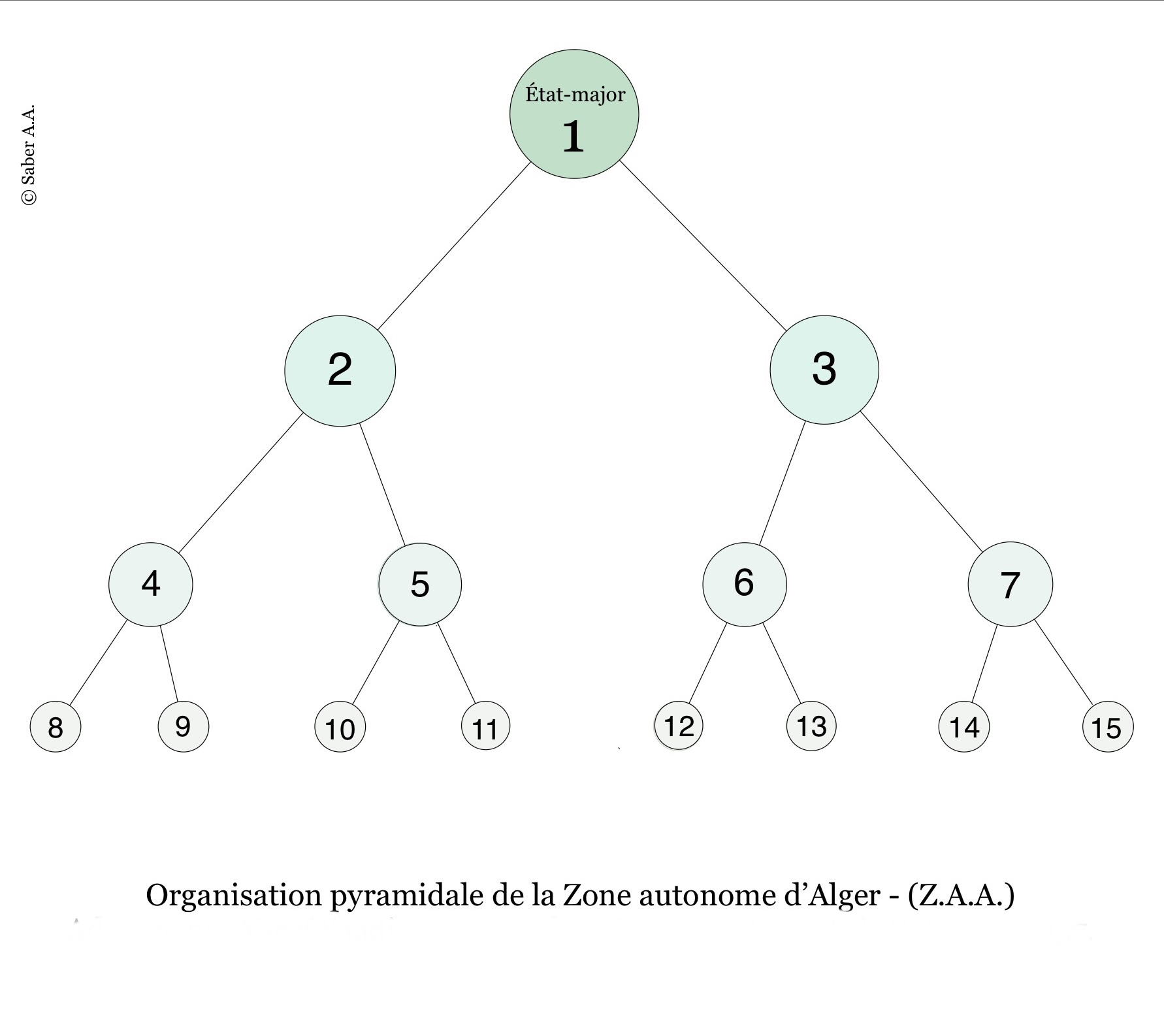
Schéma du système pyramidal de la Zone autonome d'Alger (Z.A.A.) adopté par Yacef Saâdi, chef politico-militaire de la Z.A.A. (1956-1957) Pour respecter le cloisonnement : des cellules de trois membres, dans chaque cellule, un militant connait son supérieur mais ignore tout du troisième. Ce système a l'avantage d'éviter des bavardages, toujours dangereux, et aussi qu'un homme arrêté ne dévoile, sous la torture, les détails de l'organisation. Un chef intermédiaire ne connait jamais que trois hommes : deux sous ses ordres et un à l'échelon supérieur. Il ne sait rien des hommes de la base ni de ceux du sommet.

La troupe patrouille en ville, fouille à l'entrée des lieux publics, la casbah d'Alger est entourée de barbelés; tous ceux qui y entrent ou en sortent sont fouillés. Ces dispositions sont plus destinées à rassurer la population européenne qu'à gêner le FLN. Le colonel Trinquier met en place le DPU (dispositif de protection urbaine) qui consiste à ficher systématiquement tous les habitants d'un immeuble, et à désigner un responsable de cet îlot. Le responsable doit avertir de tout mouvement, départ ou arrivée. Les arrivants sont systématiquement interrogés pour chercher à détecter des clandestins ou des maquisards venus en liaison. Selon l'historien Jean-Charles Jauffret, ce maillage urbain « n'est pas sans rappeler l'organisation urbaine instituée par le Troisième Reich et le régime stalinien ». La mise en place du couvre-feu permet d'arrêter les suspects à domicile, en dehors de toute légalité. Interrogés dans des centres de détention et de torture, ces prisonniers « extra-judiciaires » sont ensuite soit exécutés, soit « retournés », faisant alors partie de l'équipe des « bleus de chauffe » du capitaine Paul-Alain Léger chef du GRE, soit, dans de rares cas, remis à l'autorité judiciaire puis relâchés pour absence de preuves. Les exécutions sont dissimulées d'abord par les « corvées de bois » (on fait croire à des tentatives d'évasion afin de leur donner un aspect légal), soit pratiquées de manière clandestine, les détenus étant jetés à la mer par hélicoptère (les « crevettes Bigeard »). Les autorités judiciaires elles-mêmes ne savent pas combien de centres de détention il y a, l'armée agissant en toute confidentialité.
Fin février les paras découvrent dans une cache des dizaines de bombes prêtes à être posées.
Le deuxième bureau remonte les filières, recrute des indicateurs, arrête les suspects et les fait parler. On commence par identifier les collecteurs de fonds, et petit à petit par démanteler les réseaux. Le 16 février, les hommes du colonel Bigeard capturent Larbi Ben M'hidi, coordonnateur des actions armées à Alger. Torturé, il sera exécuté quelques jours plus tard par l’armée française qui le pend (5 mars). Des chefs FLN, notamment Abane Ramdane et Krim Belkacem, quittent Alger.

### Usage de la torture
La torture (gégène, baignoire, etc.) est employée pour traquer les indépendantistes. Nombreux sont remis à la justice, mais d'autres sont éliminés sans jugement. En même temps, bénéficiant des fichiers de la police et de la DST, l'armée arrête les Européens qui aident le FLN, dont certains sont condamnés et fusillés[réf. nécessaire], ou encore meurent en détention, comme le jeune mathématicien Maurice Audin. Selon l'historienne Raphaëlle Branche :

« [...] à cette époque, la torture est massivement pratiquée à Alger et pas uniquement en vue d’obtenir des renseignements, comme on l’a souvent dit, mais bien pour terroriser la population. [...] elle touche désormais tout le monde, « sans distinction de race, ni de sexe ». Autrement dit, des Européens aussi sont torturés par l’armée française. Et l’ampleur prise par la pratique de la torture « pour tous » dans ces mois-là est bel et bien une nouveauté. Des communistes, des progressistes, des membres des centres sociaux ont été arrêtés, détenus au secret, torturés à Alger dans les premiers mois de l’année 1957, par le 1er RCP mais aussi par d’autres. Un régiment en particulier semble d’ailleurs s’être « spécialisé » dans les Européens : le 1er REP, des légionnaires basés à la villa Sésini [...]. Aucune distinction de sexe n’est opérée : les femmes aussi sont détenues puis torturées, ce qui constitue là encore une nouveauté. »

Dès le début de la guerre d'Algérie, des protestations s'élèvent en métropole contre certaines méthodes d'interrogatoire, mais celles-ci prennent de l'ampleur à partir de janvier 1957. Fin janvier, une commission parlementaire enquête à Oran sur des sévices dont se plaignent des détenus d'origine algérienne ou européenne. Cette commission constate des faits troublants, mais ne conclut pas à l'usage de la torture, car « les lois exceptionnelles se justifient pleinement en Algérie et on ne saurait les mettre en cause à travers le procès intenté aux enquêteurs de la DST ». Le journal Témoignage chrétien lance le débat en février 1957, ainsi que France-Observateur ou L'Express. Plusieurs personnalités prennent position. Le 25 mars, René Capitant suspend ses cours de droit à l'Université de Paris, à la suite de la mort suspecte d'un de ses anciens étudiants, Ali Boumendjel, attribuée à un suicide, alors qu'il était mort dans des tortures inouïes. La révélation des causes de sa mort n'a été révélé qu'au public en 2021 soit 64 ans après. Le général Jacques Pâris de Bollardière marque sa désapprobation en demandant officiellement le 28 mars 1957 à être relevé de son commandement. Paul Teitgen, secrétaire général de la police à Alger, ancien résistant, catholique, fait de même en septembre se prononçant contre la pratique de la torture en Algérie. L'écrivain Vercors refuse sa Légion d'honneur. Début mars, le gouvernement Guy Mollet crée une Commission de sauvegarde des droits et libertés individuels qui rend, le 7 septembre 1957, un rapport, soulignant l'« atrocité de la rébellion », mais qui conclut à des actes perpétrés sporadiquement par les militaires, en dépit des consignes qui les interdisaient, et réfute l'hypothèse d'un « système généralisé ».

### Infiltrations des réseaux FLN
L'été 1957 marque un tournant pour la bataille d'Alger. Le 4 juin, quatre bombes dissimulées dans des lampadaires explosent vers 18 heures trente, l'heure de sortie des bureaux, près d'arrêts de bus à Alger, et font 10 morts dont trois enfants et 92 blessés, dont 33 sont amputés. Le 9 juin, une nouvelle bombe explose à Alger, au casino de la Corniche, un dancing populaire auprès des jeunes, surtout des juifs de Bab El-Oued, mais aussi utilisé comme centre de détention. La bombe, placée sous l'estrade de l'orchestre, tue huit personnes et fait près de 100 blessés.
Le gouvernement rappelle les paras et donne les pleins pouvoirs à Massu. Cette fois, il y a un fait nouveau : la « Bleuite » et ses « bleus de chauffe », d’anciens militants du FLN retournés et qui travaillent pour le Groupe de renseignements et d'exploitation (GRE) dirigé par le capitaine Léger dans la casbah d’Alger. Non seulement ils renseignent sur les réseaux mais ils les infiltrent. Fin août lors d’une opération 14 bombes sont découvertes, et le reste de l'état-major de la Zone autonome d'Alger est soit mort, soit en prison soit retourné, à l’exception de deux hommes, le chef Yacef Saâdi et son adjoint, Ali la Pointe. Le 24 septembre Yacef Saadi est à son tour arrêté, et le 8 octobre, Ali la Pointe meurt dans l'explosion destinée à venir à bout de sa cache. Ali la Pointe a été repéré par les bleus-de-chauffe du capitaine Léger grâce à Hassène Guendriche, alias Zerrouk, l'un des adjoints de Saadi, arrêté le 6 août 1957 et retourné par Léger, sans que ni Saadi ni Ali la Pointe ne s'en aperçoivent.

## Bilan

### Tactique
Des caches d'armes du FLN sont mises au jour, le réseau est démantelé et les principaux responsables du FLN sont identifiés, localisés et arrêtés. Le réseau FLN d'Alger n'existe plus, les membres restants ayant été retournés par le Capitaine Paul-Alain Léger, Alger ne connaît plus les attentats FLN jusqu'à la fin de la guerre d'Algérie.

### Politique
Si la bataille d'Alger, qui fut plutôt une opération de police qu'une bataille, est gagnée sur le terrain par l'armée française, les deux camps pratiquant, entre autres, des méthodes interdites par les droits de la guerre, elle entame sérieusement le crédit de l'opération de « pacification » menée par les gouvernements successifs, aux yeux de l'opinion publique française. En effet, sur le plan politique, elle donne un retentissement international à l'action du FLN. La « Guerre d'Algérie » ne porte pas encore le nom de « Guerre », il s'agit officiellement à ce moment d'une opération de maintien de l'ordre.
L'opération contre-terroriste en milieu urbain menée par les troupes françaises reste cependant une référence, un modèle de succès dans les états-majors occidentaux, notamment américains, qui l'utilisent plus tard dans le cadre de la lutte anti-guérilla et au moment de la Guerre d'Irak. Ainsi, Roger Trinquier est devenu un théoricien, internationalement reconnu, de la guerre subversive ; notamment par le biais de son premier ouvrage paru en 1961, La Guerre Moderne, paru aux États-Unis sous le titre Modern Warfare: A French View of Counterinsurgency.

### Humain
Guy Pervillé reprenant les chiffres avancés par Jacques Massu parle pour le bilan humain des pertes de la Zone autonome d’Alger de « moins d’un millier d’hommes, et très probablement le nombre relativement faible de trois cents tués »,.
Le bilan des victimes du terrorisme étant « de 314 morts et 917 blessés pour 751 attentats en quatorze mois ».

### Témoignages
- Henri Alleg, La question, Paris, Éditions de Minuit, coll. « Documents », 1961, 111 p. (ISBN 978-2-707-30175-8)
- Erwan Bergot, Les paras, Balland, 1971
- Colonel Godard, Les trois batailles d'Alger, tome 1 (Les paras dans la ville)
- Philippe Héduy, général Jouhaud (présentation), Pierre Ordioni (textes historiques), Jean-Yves Alquier (témoignages) et al. (préf. Jacques Soustelle), Algérie française : 1942-1962, Paris, Bibliothèque des introuvables, 2008 (1re éd. 1980) (ISBN 978-2-845-75297-9)
- Jacques Le Prévost, La Bataille d'Alger: janvier-février 1957., Baconnier (impr. de Baconnier frères), 1957 (OCLC 459610553)
- Jacques Massu, La vraie Bataille d'Alger, Plon, 1972 (OCLC 251615353)
- Pierre Sergent, Je ne regrette rien; la poignante histoire des légionnaires-parachutistes du 1er R.E.P, Paris, Fayard, 1983, 2e éd. (1re éd. 1972), 405 p. (ISBN 978-2-213-00243-9)
- Yacef Saadi, La bataille d'Alger, Paris, Publisud, coll. « Témoins de l'histoire », 2002, 3 vol. (405, 511, 213 p.) (ISBN 978-2-866-00945-8 et 978-2-866-00975-5)
- (en) Alistair Horne, A savage war of peace : Algeria, 1954-1962, New York, New York Review Books, 2006, 608 p. (ISBN 978-1-590-17218-6)

### Ouvrages historiques
- Yves Courrière, La guerre d'Algérie, Paris, Fayard, 2001 (1re éd. 1969), 2 volumes T1:1954-1957: les fils de la Toussaint, le temps des léopards -- T2:1957-1962: l'heure des colonels, les feux du désespoir. (ISBN 978-2-213-61118-1 et 978-2-213-61121-1)
- Pierre Pellissier, La bataille d'Alger, Paris, Perrin, coll. « Tempus », 2002, 389 p. (ISBN 978-2-262-01865-8)
- Benjamin Stora, Histoire de la guerre d'Algérie 1954-1962, Paris, Éd. la Découverte, coll. « Collection Repères » (no 115), 1992, 123 p. (ISBN 978-2-707-12183-7)
- Philippe Tripier, Autopsie de la guerre d'Algérie, France empire, 1972
- Guy Pervillé, « Terrorisme et torture : la bataille d'Alger de 1957 », L'Histoire, no 214, octobre 1997, p. 70

## Dans la culture
Filmographie
Archive des Actualités rapportant la bataille d'Alger
- « Découverte d'un dépôt d'armes à Alger », Journal Télévisé de 20H du 25 avril, ORTF (1957)
- « Explosion à la Casbah d'Alger », Journal Télévisé de 20H du 11 octobre, ORTF (1957)

Littérature
- Jean Lartéguy, Les Centurions, 1960
- Éric Michel, Algérie, Algérie : roman, Paris, Presses de la Renaissance, 2007, 489 p. (ISBN 978-2-750-90319-0). Roman

Débat entre acteurs de la bataille d'Alger
- Panorama: La bataille d'Alger, avec Roger Trinquier et Yacef Saadi, Panorama du 12 juin, ORTF (1970)

Documentaires
- La guerre d'Algérie, de Yves Courrière et Philippe Monnier (1972)
- La Guerre sans nom, de Bertrand Tavernier (1992)
- L'Ennemi intime, de Patrick Rotman (2002)
- Histoire du film "la bataille d'Alger", de Salim Aggar (2019)[55]

Fictions
Tout ou partie de l'histoire des films suivants s'inspire de l'épisode historique de la bataille d'Alger :
- Les Centurions (Lost Command), de Mark Robson (1966)
- La Bataille d'Alger (La Battaglia di Algeri), de Gillo Pontecorvo (1966)
- La Question, de Laurent Heynemann (1977)
- L'Honneur d'un capitaine, de Pierre Schoendoerffer (1982)